# Wilgotnica czerniejąca

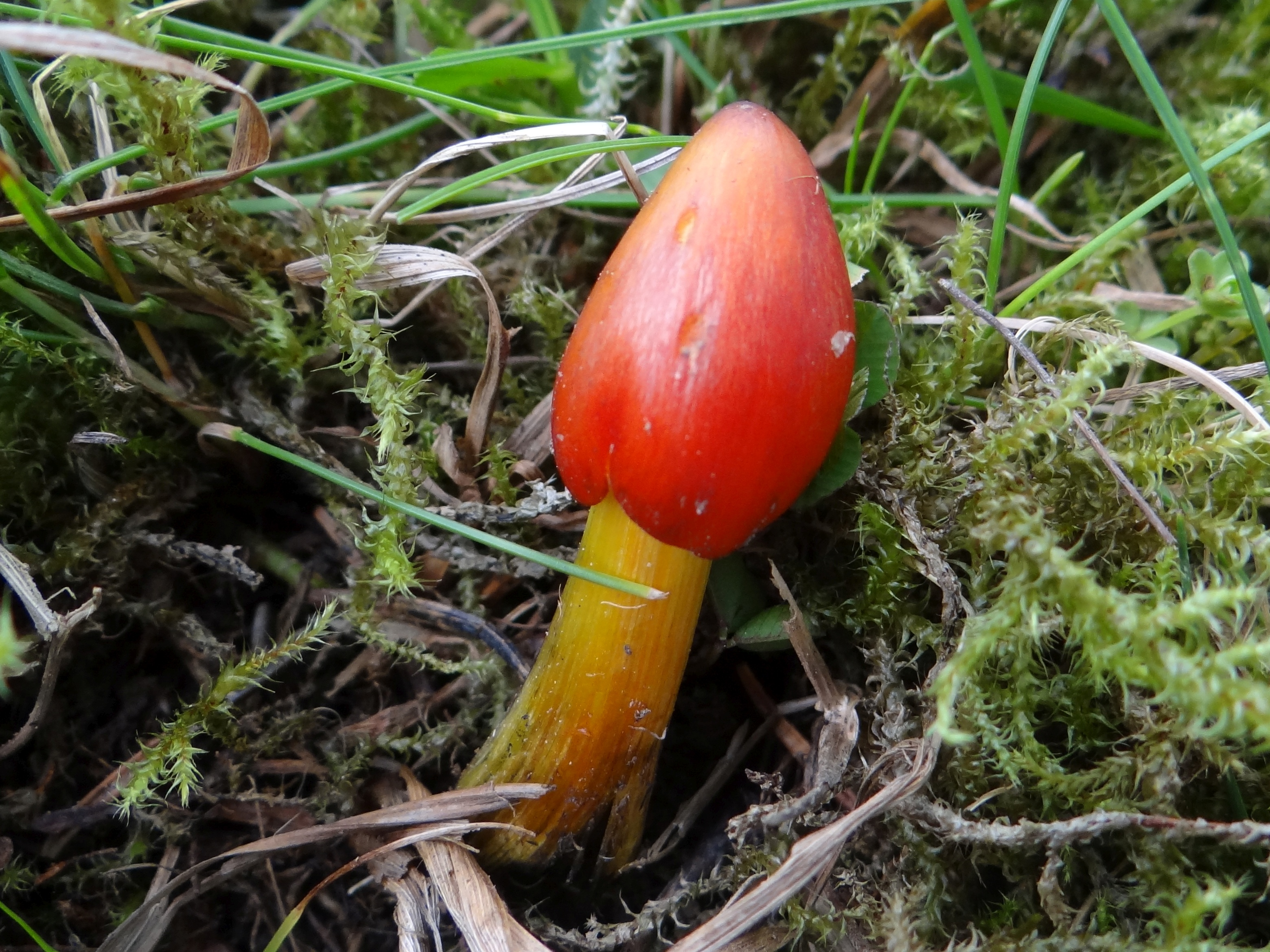
Młody owocnik

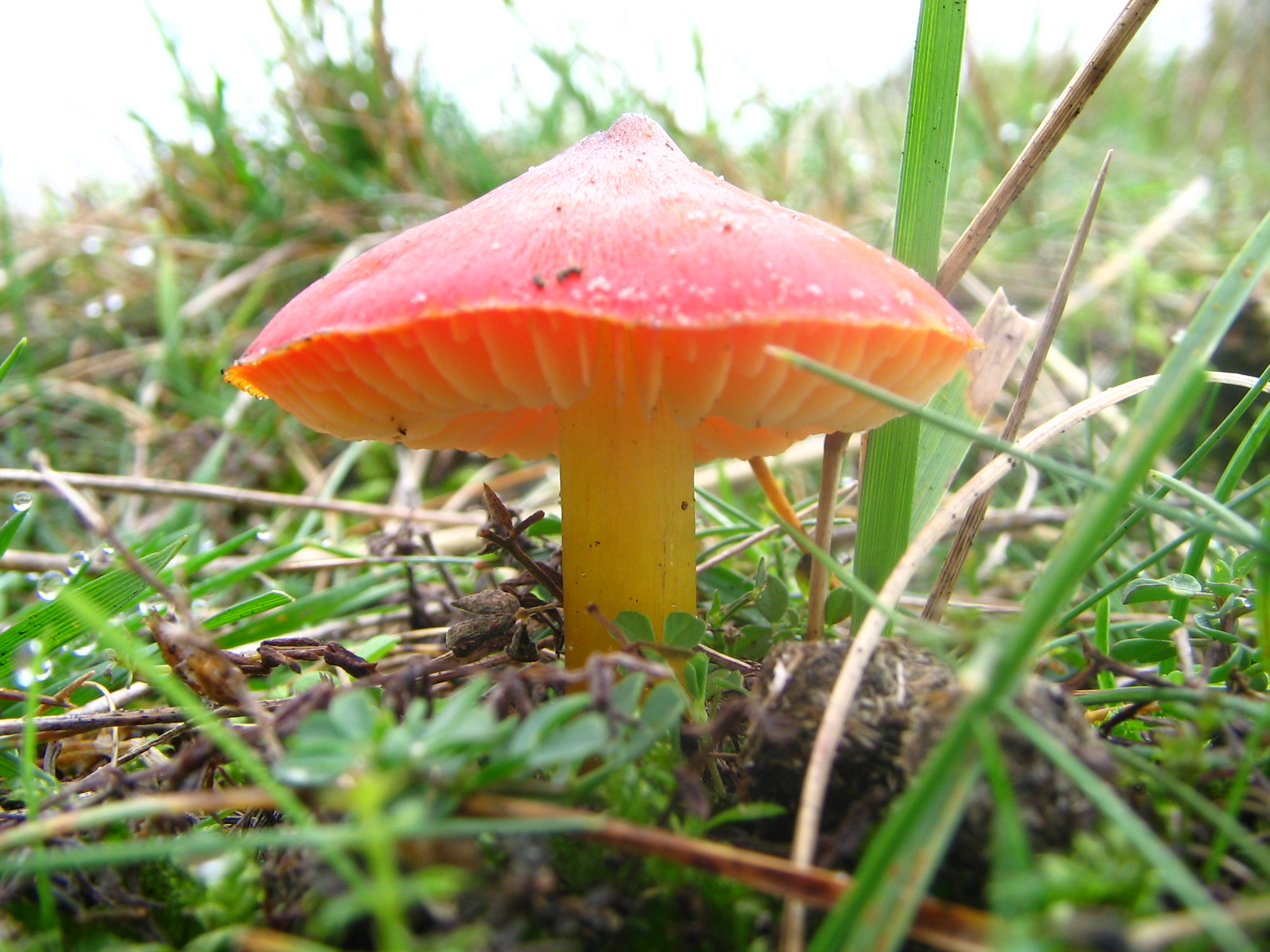
Starszy owocnik

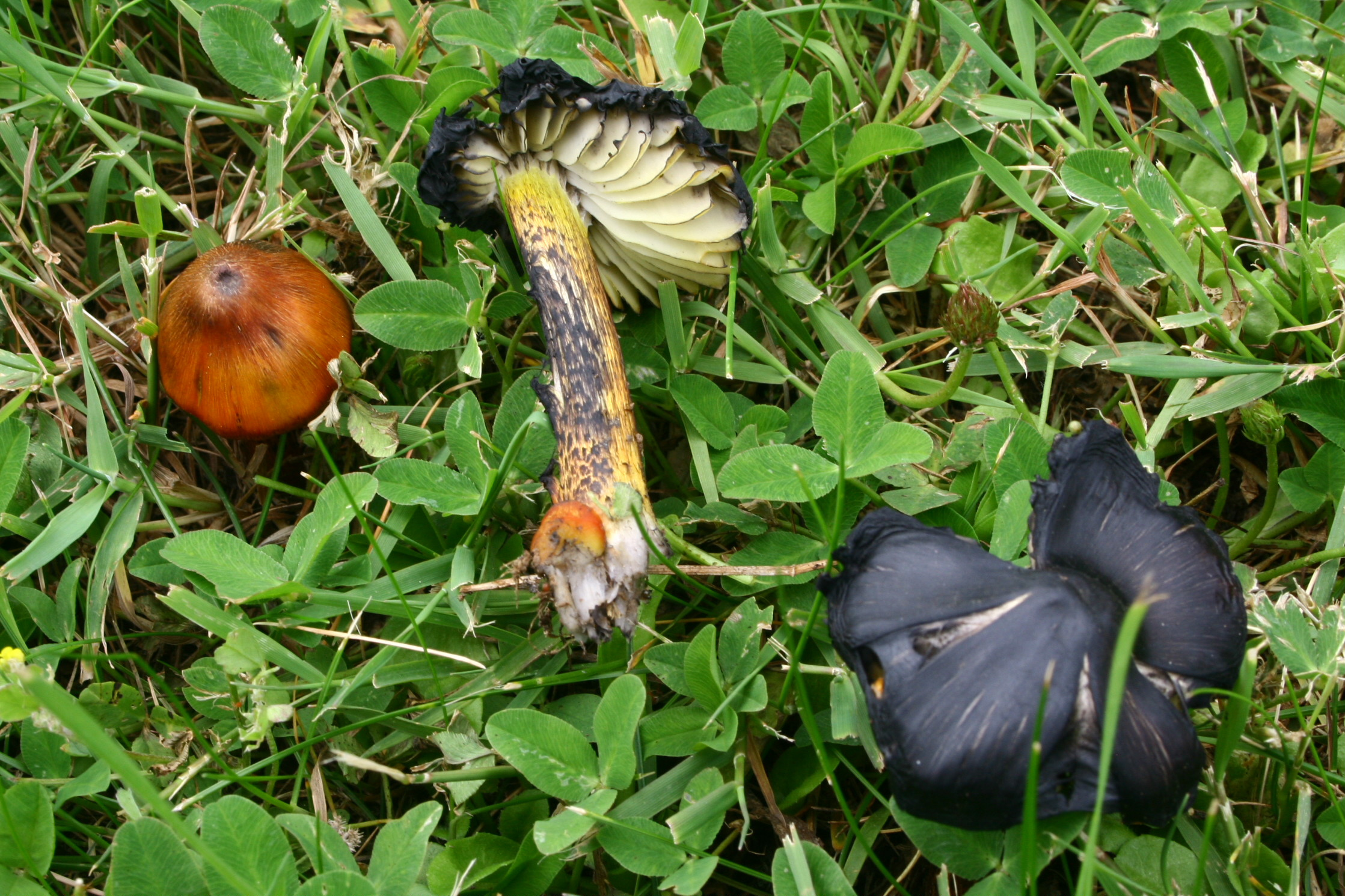
Starsze owocniki często czernieją

Wilgotnica czerniejąca (Hygrocybe conica (Schaeff.) P. Kumm.) – gatunek grzybów z rodziny wodnichowatych (Hygrophoraceae).

## Systematyka i nazewnictwo
Pozycja w klasyfikacji według Index Fungorum: Hygrocybe, Hygrophoraceae, Agaricales, Agaricomycetidae, Agaricomycetes, Agaricomycotina, Basidiomycota, Fungi.
Po raz pierwszy takson ten zdiagnozował w 1871 r. Schaeffer nadając mu nazwę Agaricus conicus. Obecną, uznaną przez Index Fungorum nazwę nadał mu w 1871 r. P. Kumm., przenosząc go do rodzaju Hygrocybe.
Synonimów naukowych ma ponad 40. Wszystkie dawniej wyróżniane odmiany według Index Fungorum to również synonimy.
Nazwę polską podali Barbara Gumińska i Władysław Wojewoda w 1983 r. W polskim piśmiennictwie mykologicznym gatunek ten opisywany był też jako bedłka koniczna, wilgotnica stożkowata, wilgotnica wysmukła. 

## Morfologia
Kapelusz
Średnicy 1-3(6) cm, młody – ostro stożkowaty, później dzwonkowato wypukły, na koniec rozpostarty, promieniście popękany, z ostro zakończonym garbkiem, w wilgotnych warunkach lepki, w czasie suszy jedwabiście lśniący, w kolorze nasyconej żółci, czerwonożółty, szkarłatnoczerwony, po uciśnięciu i z wiekiem czernieje.
Blaszki
Początkowo prawie wolne, później wolne, szerokie, wybrzuszone, grube, bladożółte do cytrynowożółtych.
Trzon
Wysokości od 6 do 8 cm, średnicy od 0,5 do 1 cm, cylindryczny, pusty, wzdłuż włókniście popękany, żółty, pomarańczowożółty, często o zielonkawym odcieniu, po uciśnięciu i z wiekiem czernieje.
Miąższ
Kruchy, żółty do pomarńczowożółtego, czerniejący. Zapach owocowy, smak cierpki.
Wysyp zarodników
Biały. Zarodniki (na podstawkach 4-zarodnikowych) o średnicy 7-9 x 4,5-6 µm lub (na podstawkach 2-zarodnikowych) 8-12(14) x 6-7,5 µm.

## Występowanie i siedlisko
Występuje na wszystkich kontynentach z wyjątkiem Antarktydy i Afryki. W Polsce jest pospolita.
Pojawia się od czerwca do października. Częsta na wilgotnych łąkach i pastwiskach.

## Znaczenie
Grzyb lekko trujący, powoduje zaburzenia trawienne.

## Gatunki podobne
Jest w Polsce kilka gatunków wilgotnic o czerwonej barwie, m.in.: wilgotnica szkarłatna (Hygrocybe coccinea), wilgotnica czerwona (Hygrocybe coccineocrenata), wilgotnica torfowiskowa (Hygrocybe helobia), wilgotnica drobna (Hygrocybe insipida), wilgotnica purpurowa (Hygrocybe miniata), wilgotnica karminowa (Hygrocybe punicea), jednak silnie stożkowaty kształt młodych owocników i ich czernienie pozwala łatwo od nich odróżnić wilgotnicę czerniejącą.